# Wonosobo (Penarik)
Wonosobo is een bestuurslaag in het regentschap Muko-Muko van de provincie Bengkulu, Indonesië. Wonosobo telt 1793 inwoners (volkstelling 2010).